# جسیکا میر
جسیکا اولریکا میر (به انگلیسی: Jessica Ulrika Meir) فضانورد اهل کشور ایالات متحده آمریکا است که در ۱۹۷۷ میلادی در کربو، مین زاده شد.